# 维克托·斯滕库列斯库
维克托·阿塔纳谢·斯滕库列斯库（羅馬尼亞語：Victor Atanasie Stănculescu；1928年5月10日—2016年6月19日），罗马尼亚陆军将军。
1989年罗马尼亚革命时期，加入到罗马尼亚救国阵线一方，之后曾接替尼古拉·米利塔鲁出任罗马尼亚国防部长。1991年转入预备役。